# Chœur de rockers
Chœur de rockers és una pel·lícula de comèdia musical francesa dirigida per Ida Techer i Luc Bricault i estrenada el 2022. S'ha doblat i subtitulat al català.
La pel·lícula està inspirada en la història real del cor de Dunkerque Salt and Pepper, fundat el 2010 i dirigit per Nathalie Manceau.